# Bothropoides lutzi
Bothropoides lutzi là một loài rắn trong họ Rắn lục. Loài này được Miranda-Ribeiro mô tả khoa học đầu tiên năm 1915.